# Capturé
Cet article possède un paronyme, voir Capture.
Pour plus de détails, voir Fiche technique et Distribution.
Capturé (Captured!) est un film américain réalisé par Roy Del Ruth, sorti en 1933.

## Synopsis
Pendant la Première Guerre mondiale, dans un camp de prisonniers pour soldats alliés situé en Allemagne, le suicide d'un des prisonniers déclenche une émeute et une tentative d'évasion. Pour punition, tous les hommes sont confinés dans un endroit exigu. Fred Allison, un officier britannique, supplie Carl Erlich, un ancien camarade d'Oxford et nouveau commandant du camp, de libérer les hommes, en promettant d'être personnellement responsable de leur comportement. Jack Digby, un vieil ami d'Allison, fait partie d'un nouveau groupe de prisonniers. Comme Digby avait vu Monica, l'épouse d'Allison, peu avant sa capture, Allison l'interroge à son sujet. Il ne sait pas que Digby et Monica sont tombés amoureux, et Digby se sent coupable d'avoir trahi son ami. Digby a l'intention de s'échapper, bien qu'Allison le supplie de ne pas essayer à cause des ennuis que cela causera aux autres hommes. 
Digby ignore ces supplications et s'échappe dans un avion garé sur le terrain d'aviation voisin, la nuit même où un autre soldat viole et tue une jeune Allemande. Croyant que Digby est coupable du crime, les Allemands demandent son retour. Erlich demande à Allison de signer la demande, mais il refuse. Toutefois, lorsqu'il découvre dans un manteau de Digby une lettre de Monica dans laquelle elle déclare son amour, il change d'avis et signe la demande. Lors de son procès, Digby accuse Allison de l'avoir condamné à mort pour avoir eu une liaison avec sa femme. Après que Digby a été condamné à être fusillé, Allison trouve dans sa chambre des aveux du soldat coupable du viol et du meurtre, soldat qui s'est suicidé depuis. Allison laisse l'exécution se poursuivre jusqu'à la dernière minute, mais sa conscience le pousse à révéler le vrai meurtrier et Digby est libéré. Allison dit ensuite à Digby qu'il a planifié une évasion pour tout le camp. Il se sert d'un gros canon pour tenir les Allemands à distance pendant que les autres hommes s'échappent dans des avions allemands. 
Digby revient pour sauver Allison mais il est trop tard tandis que ses amis saluent son cadavre.

## Fiche technique
- Titre original : Captured!
- Titre français : Capturé
- Réalisation : Roy Del Ruth
- Scénario : Edward Chodorov, d'après la nouvelle Fellow Prisoners de Philip Gibbs (en)
- Direction artistique : Robert M. Haas
- Costumes : Orry-Kelly
- Photographie : Barney McGill
- Son : Dolph Thomas
- Montage : William Holmes
- Musique : Bernhard Kaun
- Production : Edward Chodorov
- Société de production : Warner Bros.
- Société de distribution : Warner Bros.
- Pays d'origine :  États-Unis
- Langue originale : anglais
- Format : Noir et blanc  — 35 mm — 1,37:1 — son mono
- Genre : drame, Film de guerre
- Durée : 69 minutes
- Dates de sortie : États-Unis : 17 août 1933

## Distribution
- Leslie Howard : Capitaine Fred Allison
- Douglas Fairbanks Jr. : Lieutenant Jack "Dig" Digby
- Paul Lukas : Colonel Carl Ehrlich
- Margaret Lindsay : Monica Allison
- Robert Barrat : Le Commandant
- Arthur Hohl : Cocky
- John Bleifer : Strogin
- William Le Maire : Joe "Tex" Martin
- J. Carrol Naish : Caporal Guarand
- Philip Faversham : Lieutenant Haversham
- Frank Reicher : L'adjudant
- Joyce Coad : Elsa